# Oxira ottonisbanghaasi
Oxira ottonisbanghaasi là một loài bướm đêm trong họ Noctuidae.